# Sun (album)
Sun – dziewiąta studyjna płyta amerykańskiej wokalistki Cat Power, wydana nakładem Matador Records. Jest to pierwsza autorska długogrająca tej artystki od sześciu lat.
Pierwszym singlem zapowiadającym płytę był „Ruin”, udostępniony także do bezpłatnego ściągnięcia. We wrześniu 2012 pojawił się teledysk do kolejnej piosenki – „Cherokee”, który został wyreżyserowany przez samą Cat Power.

## Lista utworów
| 1.  | „Cherokee”         | 4:45  |
|     |                    |       |
| 2.  | „Sun”              | 3:19  |
|     |                    |       |
| 3.  | „Ruin”             | 4:33  |
|     |                    |       |
| 4.  | „3,6,9”            | 4:00  |
|     |                    |       |
| 5.  | „Always on My Own” | 2:23  |
|     |                    |       |
| 6.  | „Real Life”        | 2:37  |
|     |                    |       |
| 7.  | „Human Being”      | 3:28  |
|     |                    |       |
| 8.  | „Manhattan”        | 5:16  |
|     |                    |       |
| 9.  | „Silent Machine”   | 4:00  |
|     |                    |       |
| 10. | „Nothin' But Time” | 10:55 |
|     |                    |       |
| 11. | „Peace and Love”   | 3:37  |
|     |                    |       |
|     |                    | 48:53 |
|     |                    |       |

## Twórcy
- Chan Marshall (Cat Power) – śpiew, produkcja muzyczna, wszystkie instrumenty z wyłączeniem:
- Judah Bauer – gitara elektryczna w „Ruin” i druga gitara w „Cherokee”
- Gregg Foreman – instrumenty klawiszowe w „Ruin”
- Erik Paparazzi – gitara basowa w „Cherokee” i „Ruin”
- Iggy Pop – śpiew w „Nothin' But Time”
- Jim White – bębny w „Ruin”